# John Hamilton, 1. Marquess of Hamilton
John Hamilton, 1. Marquess of Hamilton (* um 1535; † 6. April 1604) war ein schottischer Adliger.
John Hamilton war ein Sohn des James Hamilton, 2. Earl of Arran, und dessen Frau Margaret Douglas. Nach dem Tod seines Vaters regierte er anstelle seines geisteskranken Bruders James. 
Er war ein Gefolgsmann der schottischen Königin Maria Stuart und 1568 an ihrer Befreiung aus Loch Leven Castle beteiligt. Im Jahre 1579 floh er nach Frankreich, versöhnte sich aber 1585 mit König Jakob VI.
Er kämpfte bei der Belagerung von Stirling Castle am 3. November 1585, worauf die Enteignung von Titeln und Gütern gegen seine Familie am 10. Dezember 1585 wieder aufgehoben wurde. Am selben Tag wurde er ins schottische Privy Council aufgenommen. Er führte 1588 die Verhandlungen über die Eheanbahnung von König Jakob VI. mit der dänischen Prinzessin Anna in Kopenhagen. Seit 1589 bekleidete er das Amt des Lieutenant of the South of Scotland und wurde schließlich am 17. April 1599 zum Marquess of Hamilton erhoben.
Im Winter 1577/78 hatte er Margaret Lyon, Tochter des John Lyon, 7. Lord Glamis, geheiratet. Mit ihr hatte er folgende Kinder:
- Lady Jean Hamilton, ⚭ Sir Humphrey Colquhoun of Luss (1565–1592)
- Lady Margaret Hamilton († 1606), ⚭ John Maxwell, 8. Lord Maxwell
- Hon. Edward Hamilton († jung)
- James Hamilton, 2. Marquess of Hamilton (1589–1625), ⚭ Lady Anne Cuninghame